# Harrison Hot Springs
Harrison Hot Springs es un pueblo canadiense situado en la provincia de Columbia Británica.

## Superficie
Harrison Hot Springs tiene una superficie de 5,49 km².

## Demografía
En 2021, tenía 1905 habitantes, una densidad poblacional de 347,3 hab./km², y 1045 viviendas.